# Turnow
Turnow, niedersorbisch Turnow, ist ein Ortsteil der Gemeinde Turnow-Preilack im Landkreis Spree-Neiße in Brandenburg. Bis zur Zusammenlegung mit der Gemeinde Preilack am 31. Dezember 2001 war Turnow eine eigenständige Gemeinde, die vom Amt Peitz verwaltet wurde.

## Lage
Turnow liegt in der Niederlausitz im südlichen Teil der Lieberoser Heide und zählt zum amtlichen Siedlungsgebiet der Sorben/Wenden. Westlich liegt die Peitzer Teichlandschaft. Die Stadt Cottbus ist knapp 14 Kilometer entfernt. Umliegende Ortschaften sind Preilack im Nordosten, die Stadt Peitz im Südosten, der Cottbuser Stadtteil Willmersdorf im Süden, Drehnow im Südwesten sowie Drachhausen im Nordwesten.
Durch Turnow verläuft die Bundesstraße 168 von Cottbus nach Beeskow. Außerdem verläuft die Landesstraße 50 nach Kolkwitz in der Gemarkung Turnows. Im Norden ist Turnow von den Waldgebieten der Lieberoser Heide umgeben.

## Geschichte
Das Dorf Turnow entstand in Folge der Errichtung der Festung Peitz und wurde 1567 unter dem Namen „Neue Peiz“ urkundlich erwähnt. Nachdem viele Bewohner aufgrund des Festungsbaus ihren Wohnraum verloren, siedelten sie sich kurz darauf in der Nähe der ehemaligen Schäferei neu an, wodurch das Vorwerk „Tornow“ entstand. Der Ortsname stammt aus der sorbischen Sprache und bedeutet „Ort, wo Dornensträucher stehen“.

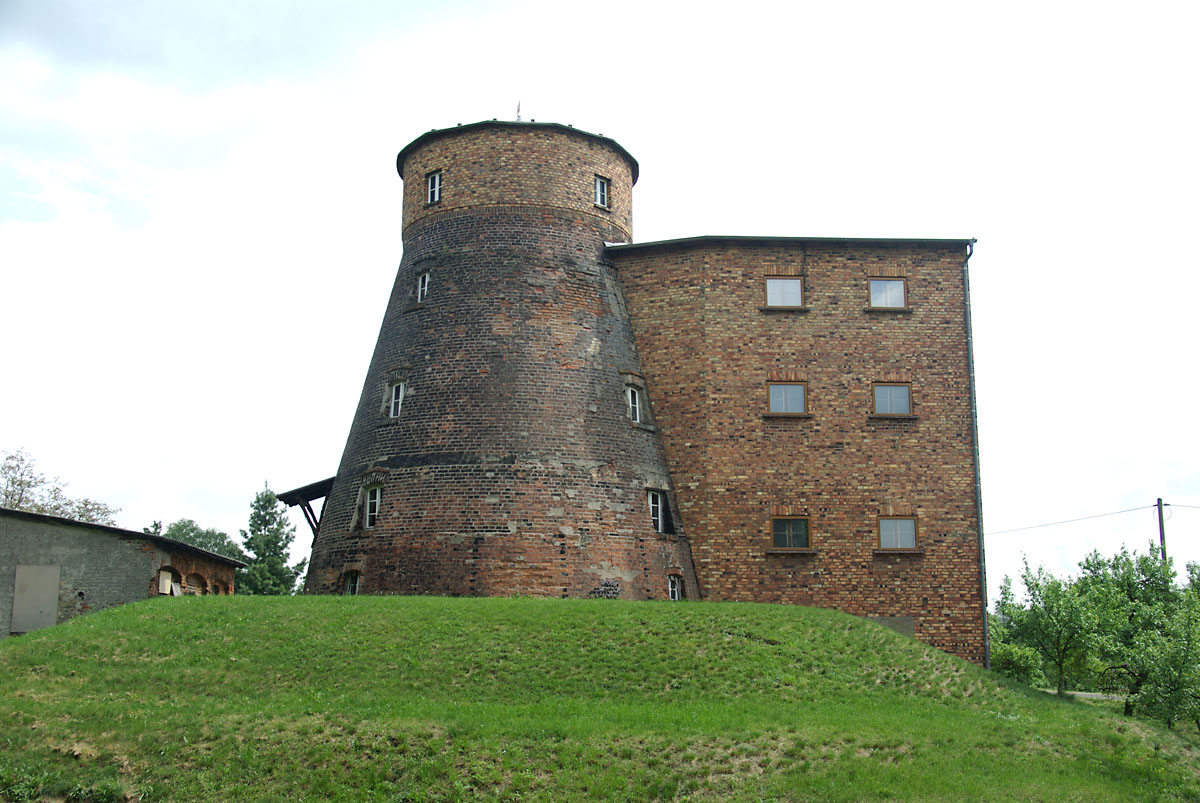
Holländerwindmühle Turnow

Im Ort Turnow befindet sich die 1858 erbaute Holländerwindmühle Turnow. Seit 1892 befindet sie sich im Besitz der Familie Dubrau.
Turnow lag seit jeher im Königreich Preußen und gehörte dort zum Landkreis Cottbus. Am 25. Juli 1952 wurde die Gemeinde dem damals neu gebildeten Kreis Cottbus-Land im Bezirk Cottbus zugeordnet. Nach der Wende lag Turnow im Landkreis Cottbus in Brandenburg, bis es nach der Kreisreform in Brandenburg am 6. Dezember 1993 dem neu gebildeten Landkreis Spree-Neiße zugeordnet wurde. Am 31. Dezember 2001 erfolgte der freiwillige Zusammenschluss mit der Gemeinde Preilack zur Gemeinde Turnow-Preilack.

## Bevölkerungsentwicklung
| 1875 | 548 | 1939 | 840 | 1981 | 840 |
| 1890 | 848 | 1946 | 976 | 1985 | 823 |
| 1910 | 865 | 1950 | 960 | 1989 | 811 |
| 1925 | 818 | 1964 | 885 | 1995 | 807 |
| 1933 | 834 | 1971 | 889 | 2000 | 890 |

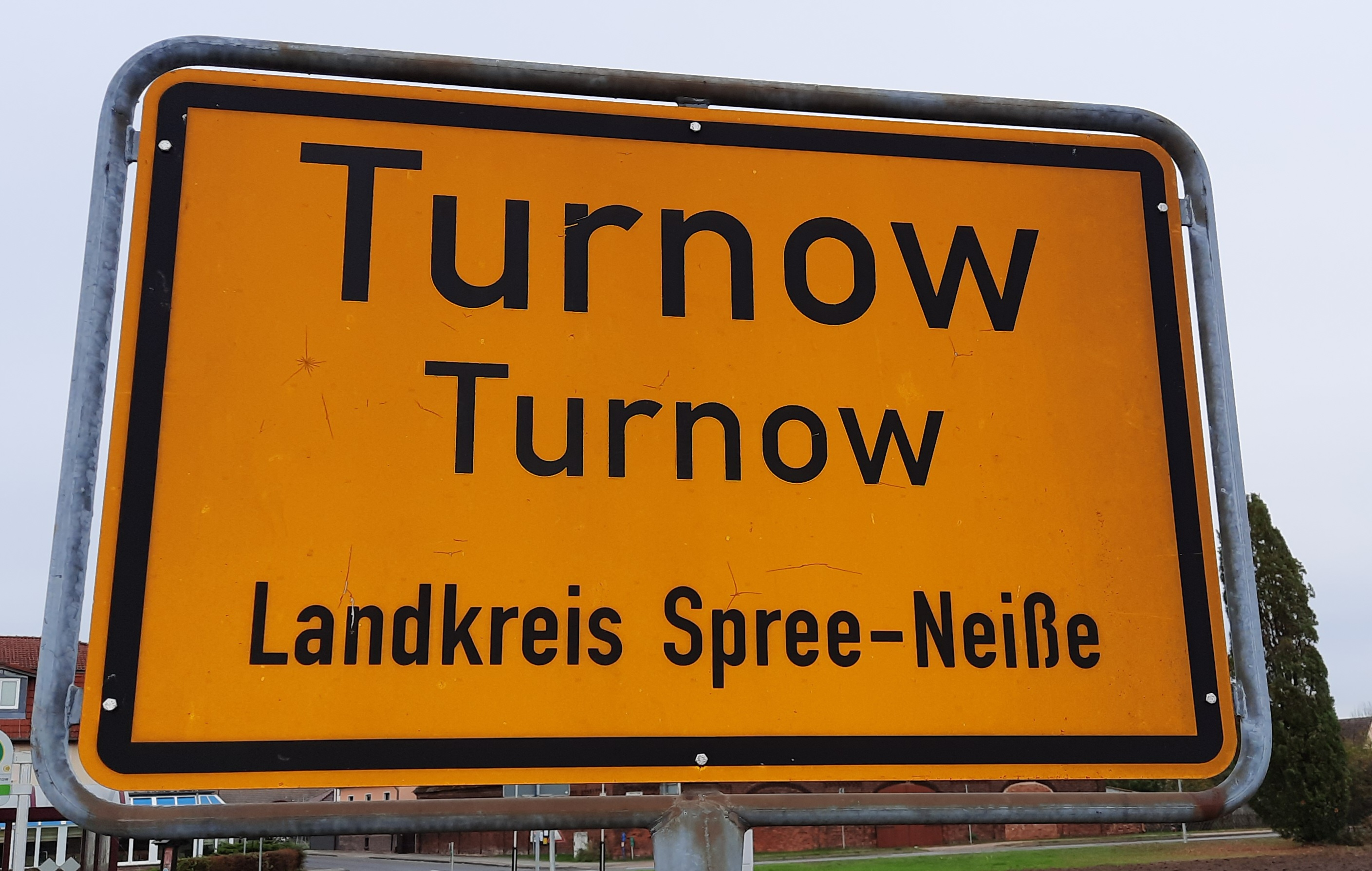
„Zweisprachiges“ Ortseingangsschild von Turnow

Für seine Statistik über die sorbische Bevölkerung in der Lausitz ermittelte Arnošt Muka in den achtziger Jahren des 19. Jahrhunderts in Turnow eine Bevölkerungszahl von 836 Einwohnern, davon waren 828 Sorben (99 %) und nur 8 Deutsche. Ernst Tschernik zählte im Jahr 1956 noch einen sorbischsprachigen Bevölkerungsanteil von 59,9 %.

## Persönlichkeiten
In Turnow wurde der Pfarrer Martin Buckwar (Měto Bukwaŕ; 1789–1843) geboren, der sich für den Erhalt der sorbischen Sprache in der Niederlausitz einsetzte. Ebenfalls aus Turnow stammte die Herrnhuter Missionarin Maria Hartmann, geb. Lobak (1798–1853), die in Suriname wirkte. Nach ihr sind im Ort eine Straße sowie das Gemeindehaus benannt. Der Lehrer, Volkskundler und Sprachwissenschaftler Mjertyn Moń (Martin Moyn; 1848–1905) wurde in Turnow als Sohn eines Bauern geboren. An ihn erinnern der Straßenname Martin-Moyn-Ring sowie eine Tafel vor seinem Geburtshaus.